# Soon
「soon」（スーン）は、松本明子の楽曲で7枚目のシングル。1998年2月18日にVAPから発売された。規格品番：VPDC-20746。

## 解説
6th「たとえば、ずっと…」から実に4年ぶり、レコード会社を古巣のVAPに戻した松本明子の7枚目となるシングル。自身が主演したドラマ『サービス』の主題歌で、松任谷由実が呉田軽穂のペンネームで楽曲提供。作詞は自身による。カップリング曲は松任谷のアルバム『流線形'80』収録曲のカバー。編曲はカズンの漆戸啓が担当した。

## タイアップ
- 日本テレビ系水曜ドラマ『サービス』OP楽曲
- 日本テレビ系『ロンブー荘青春記』EN楽曲

## 収録曲
全編曲：漆戸啓
1. soon
作詞：松本明子　作曲：呉田軽穂
2. 静かなまぼろし
作詞・作曲：松任谷由実
3. soon（Original Karaoke）